# 阿拉·切尔卡索娃
阿拉·康斯坦丁诺夫娜·切尔卡索娃（烏克蘭語：Алла Костянтинівна Черкасова，1989年5月5日—）是一名乌克兰运动员，自由式摔跤运动员，2018年世界冠军，2019年欧洲冠军，世界和欧洲锦标赛冠军。